# Mathias Arnold Hoevel
Mathias Arnold Hoevel, född 1773, död 1819, var en svensk-chilensk affärsman och politiker.
Mathias Arnold Hoevel växte upp i Göteborg, emigrerade 1796 till USA och kom 1805 som superkarg på ett nordamerikanskt smugglarfartyg till Chile, där han slog sig ned som affärsman och senare tog verksam del i den chilenska frihetsrörelsen. Efter spanjorernas fördrivande innehade han flera höga chilenska ämbeten, bland annat var han borgmästare i huvudstaden Santiago de Chile. Han införde det första boktryckeriet till Chile och var medutgivare av landets första tidning. Hoevel var den förste utlänning, som blev naturaliserad chilensk medborgare, och var även USA:s förste konsuläre representant i Chile.